# آبخواره (ورزقان)
آبخواره (به ترکی آذربایجانی: اوخارا) یکی از روستاهای استان آذربایجان شرقی است که در دهستان سینا بخش مرکزی شهرستان ورزقان واقع شده‌است.